# Färs & Frosta Sparbank
Färs & Frosta Sparbank var 1989–2014 en bank med verksamhet i mellersta Skåne.
Bankrörelsen drevs först som en sparbank men fördes år 1999 över till ett bankaktiebolag. Tiden därefter skulle bankens verksamhetsområde utökas till Lundaområdet och sedermera även sydöstra Skåne. År 2014 slogs verksamheten ihop med Sparbanken 1826 och delar av Sparbanken Öresund för att bilda Sparbanken Skåne.
Banken hade verksamhet i Eslövs, Hörby, Höörs, Kävlinge, Lomma, Lunds, Simrishamns, Sjöbo, Staffanstorp , Svalövs, Tomelilla och Ystads kommuner.

## Historik
Färs och Frosta sparbank bildades år 1989 genom sammanslagning av Färs härads sparbank och Frosta sparbank.
Vid bildandet av Föreningssparbanken erbjöds de fristående sparbankerna att ta över Föreningsbankens kontor i deras område. De flesta fristående sparbankerna valde att tacka ja till detta erbjudande. En av de tre sparbanker som tackade nej var Sparbanken Finn vars område gränsade till Färs och Frostas. Det ledde till att Färs och Frosta sparbank istället tog över Föreningsbankens tidigare kontor i Eslöv, Löberöd, Hörby, Önneköp, Höör, Kävlinge, Dalby, Södra Sandby, Sjöbo, Lövestad och Vollsjö, en 54-procentig ökning av bankens affärsvolym.
Föreningssparbanken meddelade inledningsvis att man planerade att fortsätta driva Föreningsbankens verksamhet i Lund och Staffanstorp som en helägd lokal bank. Istället nåddes en överenskommelse om att Färs och Frosta skulle ta över bankens kontor även i Lundaområdet. De övertagna kontoren fanns i Lund, Staffanstorp, Löddeköpinge, Svalöv, Kågeröd och Tågarp. Hösten 1998 nyöppnades även kontor i Genarp och Marieholm.
Under år 1999 ombildades sparbanken till Sparbanksstiftelsen Färs & Frosta och bankverksamheten flyttade över till ett bankaktiebolag som till 70 procent ägdes av stiftelsen och till 30 procent av Föreningssparbanken. Formellt startade verksamheten den 16 november 1999.
Under åren därpå integrerades verksamheten i Lundaområdet. Under år 2003 stängdes kontoren i Blentarp, Harlösa, Kågeröd och Marieholm. Den 27 maj 2005 avvecklades dessutom kontoren i Flyinge, Genarp, Lövestad och Tågarp.
Efter att Sparbanken Syd sagt upp samarbetet med Swedbank etablerade sig Färs och Frosta år 2008 i denna banks område med kontor i Ystad, Tomelilla och Simrishamn.
År 2007 meddelades det att banken skulle namnge en arena i Lund, Färs & Frosta Sparbank Arena. Den heter numera Sparbanken Skåne Arena.